# أنجوبوني
أنجوبوني، نهر يقع في منطقة صوفيا شمالي مدغشقر. يصب في الساحل الشمالي. مصدره الرئيسي هو نهر بيماريفو (صوفيا) بالقرب من مدينة بوريزيني. يصب في نهر صوفيا.